# 800 (小説)
『800』（はっぴゃく）とは、川島誠の小説作品。また、それを原作とする廣木隆一監督の映画作品である。

## 概要
対照的な性格を持つ「TWO LAP RUNNERS」（800m選手）の中沢龍二と広瀬のふたりが、800mという不思議な距離に魅せられて激しく競争し、女の子とセックスし、恋をして、成長していく。

## 特徴
『動』の中沢と『静』の広瀬を巧みに描き分けたその文体は特筆すべきものがあり、思春期の若者たちを的確に捉えたその密度は重松清に勝るとも劣らず、細部にいたるまで丹念に描かれている。この作品が今なお読み継がれているのは、その徹底的な描写に加えて、溢れんばかりのユーモアとサディスティックなまでの二人の対決、そして複雑な恋愛模様を掬いあげたところにある。また、江國香織が本作の熱烈なファンで、文庫版のあとがきにも文章を寄せている。このような点からも優秀な作品として、中学校国語1(伝え合う言葉　教育出版)で推奨図書として紹介されている。

## 映画
主な出演者に、松岡俊介、野村祐人、唐十郎、袴田吉彦、サブ（現在は映画監督でもあるSABU）など。ほぼ原作に忠実に描かれているが、結末が異なる。キャッチ・コピーは「俺たち、ほとんど反則よね。」
DVDがパイオニアLDCから発売されている。

### キャスト
- 広瀬健治：松岡俊介
- 中沢龍二：野村祐人
- 伊田翔子：有村つぐみ
- 山口杏子：河合みわこ
- 広瀬奈央：白石玲子
- 相原：袴田吉彦
- 小川知美：沢田奈緒美
- 斉藤俊一：田中優樹
- 武田：川上次郎
- 石川：笹本昌幸
- 中沢淑子：鹿沼えり
- 中沢恭一：サブ
- 小川亜也子：斉藤慶子
- 安さん：唐十郎
- 中川組組員：田中要次

### 受賞
- 第68回キネマ旬報ベスト・テン - 新人男優賞 （野村祐人）
- 第49回毎日映画コンクール - スポニチグランプリ新人賞 （野村祐人）／撮影賞 （栢野直樹）
- 第16回ヨコハマ映画祭 - 最優秀新人賞 （松岡俊介）
- 高崎映画祭 - 若手監督グランプリ （廣木隆一）

## 書籍
- マガジンハウス、1992年　ISBN 4-8387-0332-5
- 角川文庫、2002年　ISBN 4-04-364801-4